# Ministère des Relations intérieures, de la Justice et de la Paix
Le ministère des Relations intérieures, de la Justice et de la Paix (ministerio del Poder Popular para Relaciones Interiores, Justicia y Paz, en espagnol, littéralement, « ministère du Pouvoir populaire pour les Relations intérieures, la Justice et la Paix ») est un ministère du gouvernement du Venezuela créé en 1832. L'actuel ministre est Remigio Ceballos depuis le 19 août 2021.

## Chronologie
Avec l'entrée en vigueur de la Constitution de la république bolivarienne du Venezuela en 1999, ce qui est alors le ministère des Relations intérieures fusionne avec le ministère de la Justice pour devenir le ministère de l'Intérieur et de la Justice. En 2007, il devient nommément « Ministère du Pouvoir populaire pour les Relations intérieures et la Justice » sous la présidence d'Hugo Chávez.
En 2004, le ministre de la Justice en personne, Jesse Chacón déclare que le ministère s'intitulera « ministère de la Politique intérieure et de la Sécurité ». En 2013, le président Nicolás Maduro annonce que le ministère sera désormais celui de « l'Intérieur, de la Justice et de la Paix ».

## Liste des ministres

### Ministre des Relations intérieures, de la Justice et de la Paix
En 2013, le président Nicolás Maduro annonce que le ministère sera désormais celui de « l'Intérieur, de la Justice et de la Paix ».
| Image | Nom                     | Parti | Début           | Fin                |
| ----- | ----------------------- | ----- | --------------- | ------------------ |
|       | Diosdado Cabello        | PSUV  | 27 août 2024    | en fonction        |
|       | Remigio Ceballos        | PSUV  | 19 août 2021    | 27 août 2024       |
|       | Carmen Meléndez         | PSUV  | 25 octobre 2020 | 18 ou 19 août 2021 |
|       | Néstor Reverol          | PSUV  | 4 août 2016     | 25 octobre 2020    |
|       | Gustavo González López  |       | 9 mars 2015     | 2 août 2016        |
|       | Carmen Meléndez         | PSUV  | 25 octobre 2014 | 10 mars 2015       |
|       | Miguel Rodríguez Torres |       | 22 avril 2013   | 24 octobre 2014    |

### Ministre de la Politique intérieure et de la Sécurité
En 2004, le ministre de la Justice en personne, Jesse Chacón déclare que le ministère s'intitulera « ministère de la Politique intérieure et de la Sécurité »
| Image | Nom                    | Parti | Début            | Fin               |
| ----- | ---------------------- | ----- | ---------------- | ----------------- |
|       | Néstor Reverol         | PSUV  | 5 octobre 2012   | 3 juin 2013       |
|       | Tareck El Aissami      | PSUV  | 8 septembre 2008 | 13 octobre 2012   |
|       | Ramón Rodríguez Chacín | PSUV  | 8 janvier 2008   | 10 septembre 2008 |
|       | Pedro Carreño          | PSUV  | 8 janvier 2007   | 5 janvier 2008    |
|       | Jesse Chacón           | PSUV  | 22 août 2004     | janvier 2007      |

### Ministres de l'Intérieur et de la Justice
| Image | Nom                    | Parti    | Début           | Fin             |
| ----- | ---------------------- | -------- | --------------- | --------------- |
|       | Lucas Rincón Romero    |          | 2003            | 2004 ?          |
|       | Diosdado Cabello       | MVR PSUV | 5 mai 2002      | août 2004       |
|       | Ramón Rodríguez Chacín |          | 24 janvier 2002 | 6 mai 2002      |
|       | Luis Miquilena         |          | 2 février 2001  | 29 janvier 2002 |

### Ministres des Relations intérieures
| Image | Nom                 | Parti | Début       | Fin          |
| ----- | ------------------- | ----- | ----------- | ------------ |
|       | Luis Alfonso Dávila |       | 2000        | février 2001 |
|       | Ignacio Arcaya ?    |       | 25 mai 1999 | 2000         |

### Ministres de l'Intérieur et de la Justice
| Image | Nom            | Parti | Début          | Fin         |
| ----- | -------------- | ----- | -------------- | ----------- |
|       | Luis Miquilena |       | 2 février 1999 | 24 mai 1999 |

### Ministres des Relations intérieures
| Image | Nom                           | Parti | Début            | Fin              |
| ----- | ----------------------------- | ----- | ---------------- | ---------------- |
|       | Asdrúbal Aguiar               |       | 1er juillet 1998 | 2 février 1999   |
|       | José Guillermo Andueza        |       | 1996             | 1998             |
|       | Ramón Escovar Salom           |       | 2 février 1994   | 14 mars 1996     |
|       | Carlos Delgado Chapellín      |       | 1993             | 1994             |
|       | Jesús Carmona                 |       | 1993             | 1993             |
|       | Luis Piñerúa Ordaz            |       | 10 mars 1992     | 17 janvier 1993  |
|       | Carmelo Lauría                |       | 25 février 1992  | 9 mars 1992      |
|       | Virgilio Ávila Vivas          |       | 1992             | 1992             |
|       | Alejandro Izaquirre           |       | 1989             | 1992             |
|       | Simón Alberto Consalvi        |       | 1988             | 1989             |
|       | José Ángel Ciliberto          |       | 1986             | 1988             |
|       | Octavio Lepage                |       | 1984             | 1986             |
|       | Luciano Valero                |       | 1982             | 1984             |
|       | Rafael Montes de Oca          |       | 1979             | 1982             |
|       | Manuel Mantilla               |       | 1978             | 1979             |
|       | Octavio Lepage                |       | 1975             | 1978             |
|       | Luís Piñerúa Ordaz            |       | 12 mars 1974     | 22 janvier 1975  |
|       | Nectario Andrade Labarca      |       | 1972             | 1974             |
|       | Lorenzo Fernández             |       | 12 mars 1969     | 12 mars 1972     |
|       | Reinaldo Leandro Mora         |       | 17 novembre 1966 | 11 mars 1969     |
|       | Gonzalo Barrios               |       | 14 mars 1964     | 16 novembre 1966 |
|       | Manuel Mantilla               |       | ?                | ?                |
|       | Carlos Andrés Pérez           |       | 12 mars 1962     | 12 août 1963     |
|       | Luis Augusto Dubuc            |       | ?                | ?                |
|       | Antonio Pérez Vivas           |       | 1958             | 1958             |
|       | Luis Felipe Llovera Páez      |       | 1958             | 1958             |
|       | Laureano Vallenilla Planchart |       | 1952             | 1958             |
|       | Eligio Anzola Anzola          |       | 1948             | 1948             |
|       | Mario Ricardo Vargas          |       | 1946             | 1948             |
|       | Valmore Rodríguez             |       | 22 octobre 1945  | 3 avril 1946     |
|       | Arturo Uslar Pietri           |       | 14 juillet 1945  | 18 octobre 1945  |

### Ministres précédents
| Image | Nom                          | Parti | Début       | Fin         |
| ----- | ---------------------------- | ----- | ----------- | ----------- |
|       | José Nicomedes Rivas         |       | 1943        | 1945        |
|       | Juan Penzini Hernández       |       | 1943        | 1943        |
|       | César González Martínez (en) |       | 28 mai 1942 | 5 mai 1943  |
|       | Tulio Chiossone              |       | 5 mai 1941  | 27 mai 1942 |
|       | Luis Gerónimo Pietri         |       | 2 août 1938 | 4 mai 1941  |
|       | Alfonso Mejía                |       | 1937        | 1938        |
|       | Régulo Olivares              |       | 1936        | 1937        |
|       | Alejandro Lara               |       | 1936        | 1936        |
|       | Diógenes Andrade             |       | 1936        | 1936        |
|       | Pedro Tinoco                 |       | 1935        | 1936        |
|       | Rafael López Baralt          |       | 1907        | 1908        |
|       | Julio Torres Cardenas        |       | 1907        | 1907        |
|       | Leopoldo Baptista            |       | 1903        | 1907        |
|       | Rafael López Baralt          |       | 1902        | 1903        |
|       | José Antonio Velutini        |       | 1901        | 1902        |
|       | Rafael Cabrera Malo          |       | 1900        | 1901        |
|       | Juan Francisco Castillo      |       | 1899        | 1900        |
|       | Francisco Gonzáles Guinán    |       | 1887        | 1888        |